# Christophe Meyers
Christophe Meyers (21 november 1990) is een Belgische voetballer die zijn jeugdopleiding genoot bij Lierse SK.  Hij debuteerde op 17-jarige leeftijd in het eerste elftal van Lierse. In het seizoen 2010/11 werd hij voor 1 jaar uitgeleend aan KV Turnhout in de Exqi League.

## Palmares
- 2009-2010: Kampioen in de Exqi League met K Lierse SK
- 2013 : Ondertekening contract FCO Beerschot Wilrijk

## Statistieken
| seizoen                    | club                  | land   | competitie                          | wed | goals |
| -------------------------- | --------------------- | ------ | ----------------------------------- | --- | ----- |
| 2007/08                    | K Lierse SK           | België | Exqi League                         | 7   | 0     |
| 2008/09                    | K Lierse SK           | België | Exqi League                         | 6   | 0     |
| 2009/10                    | K Lierse SK           | België | Exqi League                         | 5   | 0     |
| 2010/11                    | KV Turnhout           | België | Exqi League                         | 0   | 0     |
| 2012/13                    | VW Hamme              | België | Derde klasse (voetbal België)       | 0   | 0     |
| 2013/14                    | FCO Beerschot Wilrijk | België | Eerste provinciale (voetbal België) | 0   | 0     |
| Totaal                     | Totaal                | Totaal | Totaal                              | 18  | 0     |
| Laatst bijgewerkt 01-09-10 |                       |        |                                     |     |       |